# Kyuss
Kyuss (IPA [ˈkaɪəs]) – amerykańska formacja muzyczna, uważana za pioniera stylu stoner rock. Grupa powstała w roku 1987 pod nazwą Katzenjammer. Przez cały czas działalności grupy grała w niej dwójka przyjaciół z Palm Desert w stanie Kalifornia, gitarzysta Joshua Homme, znany także z późniejszej gry w Queens of the Stone Age i wokalista John Garcia. Wkrótce do grupy dołączyli: basista Chris Cockrell (którego jednak szybko zastępuje Nick Oliveri) oraz grający na perkusji Brant Bjork.

## Historia
Tuż przed wydaniem swojej pierwszej EP-ki projekt zmienia nazwę na Sons of Kyuss (nawiązanie do gry Dungeons and Dragons). Debiutancka płyta, zatytułowana Sons of Kyuss, ukazała się w 1990 roku. 
Rok później utwory z pierwszego albumu uzupełnia kilka nowych, i tak powstaje pierwsze pełnometrażowe wydawnictwo — bardzo surowa w swoim brzmieniu Wretch (1991). Nazwa zespołu zostaje skrócona do wyrazu Kyuss.
W 1992 premierę ma drugi album Blues for the Red Sun. Dwa lata później wydana zostaje najbardziej znana płyta w dorobku artystów — opatrzona teledyskiem do piosenki „Demon Cleaner” Welcome to Sky Valley, (1994). Nazwa wydawnictwa pochodzi od niewielkiej osady niedaleko macierzystego Palm Desert, którego grupa nie opuszcza na stałe do końca działalności. Album, w porównaniu do poprzedniego jest zdecydowanie bardziej optymistyczny, jednak zachowuje to, co w Kyuss najważniejsze — sesje nagraniowe na pustyni (wykorzystujące podpięty nielegalnie prąd) tworzące brudne, lekko zabarwione bluesem brzmienie. Odnotować należy także fakt zmiany basisty — na krótko po wydaniu Blues for the Red Sun (1992), Nicka Oliveriego zastępuje zaprzyjaźniony z Toolem Scott Reeder.
Kolejna zmiana w składzie grupy następuje tuż przed wydaniem ostatniej w dorobku artystów płyty ...And the Circus Leaves Town (1995); tym razem na miejsce Branta Bjorka wszedł stary przyjaciel projektu, perkusista jazzowy Alfredo Hernandez. Muzyka z tego albumu jest jeszcze bardziej „słoneczna”, pełna życia i energii, jednak dalej nie porzuca swych korzeni. Grupa odbywa długą trasę koncertową promującą nowe wydawnictwo, gra min. w Niemczech oraz Włoszech. Do płyty powstaje również teledysk, wykorzystujący utwór „One Inch Man”.
W niecały rok później grupa rozpada się, a najbardziej prawdopodobną przyczyną tego zdarzenia jest konflikt pomiędzy Joshem Hommem a wokalistą Johnnym Garcią. Oficjalna wersja mówi jednak o zbyt dużej sławie, która odebrała muzykom radość z samotnego koncertowania na swojej ukochanej pustyni. 
Po rozpadzie większa część grupy daje początek formacji Queens of the Stone Age (grali tam Nick Oliveri oraz Alfredo Hernandez, a Josh Homme gra nadal), która kontynuuje zapoczątkowany przez Kyuss nurt muzyczny, zwany desert rockiem bądź stoner rockiem, podobnie również Johnny Garcia zakładając zespół Unida. Pozostali członkowie grupy, w tym Scott Reeder nagrywają solowo albo zakończyli kariery.

## Muzycy
- John Garcia – śpiew (1988–1995)
- Josh Homme – gitara (1988–1995)
- Scott Reeder – gitara basowa (1992–1995)
- Alfredo Hernández – perkusja (1995)
- Chris Cockrell – gitara basowa (1988–1990)
- Nick Oliveri – gitara (1988–1989), gitara basowa (1991–1992)
- Brant Bjork – perkusja (1988–1994)

## Dyskografia

### Albumy
- Sons of Kyuss (1990)
- Wretch (1991)
- Blues for the Red Sun (1992)
- Welcome to Sky Valley (1994)
- …And the Circus Leaves Town (1995)

### Kompilacje
- Kyuss/Queens of the Stone Age (1997)
- Muchas Gracias: The Best of Kyuss  (2000)

### Single
- „Thong Song” (1992, Blues for the Red Sun)
- „Green Machine” (1993, Blues for the Red Sun)
- „Demon Cleaner” (1994, Welcome to Sky Valley)
- „Gardenia” (1995, Welcome to Sky Valley)
- „One Inch Man” (1995, ...And the Circus Leaves Town)
- „Shine!” (1996, Non-album single (split with Wool))
- „Into the Void” (1996, Non-album single)

## Teledyski
- Thong Song (1992)
- Green Machine (1992)
- Demon Cleaner (1994)
- One Inch Man (1995)